# Nørreport (metrostation)
Nørreport is een ondergronds metrostation in de Deense hoofdstad Kopenhagen dat op 19 oktober 2002 werd geopend als noordelijk eindpunt van de eerste Deense metrolijn.

## Geschiedenis
Na meerdere plannen voor uitbreiding van de stad op Amager kwam in 1989 een werkgroep met een uitgewerkt voorstel voor nieuwe woonwijken en bedrijfsterreinen, de Ørestad, aan de westzijde van Amager. In het voorjaar van 1992 de Ørestadwet aangenomen waarin de Ørestadsselskabet werd belast met de uitvoering van het bouwproject op Amager en de aanleg van een OV-verbinding tussen de stad en de nieuwe wijken. Voor de OV-verbinding werd gekeken naar een tram, sneltram en een mini-metro en na onderzoek viel de keuze van het bestuur van de Ørestadsselskabet in 1994 op een metro. Deze zogeheten Ørestadsbanen kreeg het zuidelijke eindpunt en het depot bij Vestamager en Station Nørreport als eindpunt in de stad, waarmee tevens het overstappunt op de S-tog was voorzien. 
Het verbod in de Ørestadwet om zijlijnen of verlengingen te bouwen voordat de initiële lijn gereed was werd in 1994 geschrapt. Het ontwerp van de metro uit 1995 voorzag dan ook in een vertakking vlak ten zuiden van Christianshavn als voorbereiding voor een lijn naar het vliegveld, en de integratie van de Frederiksberglijn. Op 3 januari 1996 besloot Kopenhagen tot de aanleg van een automatische metro waarbij de Ørestadsbanen als M1 en de lijn naar het vliegveld als M2 samen het metronet vormden. In 1998 gingen de tunnelboormachines aan de slag en op 19 oktober 2002 opende Koningin Margrethe het eerste deel van de  M1 en de M2. Nørreport was eindpunt totdat op 29 mei 2003 de metro werd doorgetrokken naar het westen.  

## Ligging en inrichting
Het station ligt ondergronds onder de Frederiksborggade ten noordwesten van het gelijknamige spoorwegstation. Het ontwerp van het station, met een strakke Scandinavische inrichting, is als voorbeeld gebruikt voor de ondergrondse stations de metro van Kopenhagen, al is het glazen dak van de verdeelhal bij de andere stations vervangen door daklichten.  Het perron is toegankelijk via liften tussen straat en perron op de beide kopse kanten van het perron. Daarnaast is het perron via 8 roltrappen met een tussenverdieping verbonden met de ondergrondse verdeelhal die via een vaste trap aan de centrumzijde toegankelijk is. Het spoorwegstation heeft onder de sporen een reizigerstunnel die inpandig is aangesloten op een tussenverdieping van het metrostation die met 2 extra roltrappen en de oostelijke lift verbonden is met het perron. Het station is voorzien van perrondeuren in een glazen wand tussen spoor en perron.
De tunnelbuizen naar het westen liggen onder de Frederiksborggade tot de Sortedams Sø en buigen daar af naar het zuiden om vanaf de Rosenørns Allé ondergronds het voormalige (1864 – 1911) spoorwegtracé van de spoorlijn Kopenhagen – Roskilde te volgen met Forum als eerste station.  De tunnelbuizen naar Amager lopen onder de binnenstad met als eerste station Kongens Nytorv. Onder de Vognmagergade, halfweg Nørreport en Kongens Nytorv, ligt een kruiswissel zodat het mogelijk is om metro's op beide sporen in beide richtingen te laten rijden, hetgeen tijdens de functie als eindpunt in de normale dienst ook gebeurde.

## Afbeeldingen

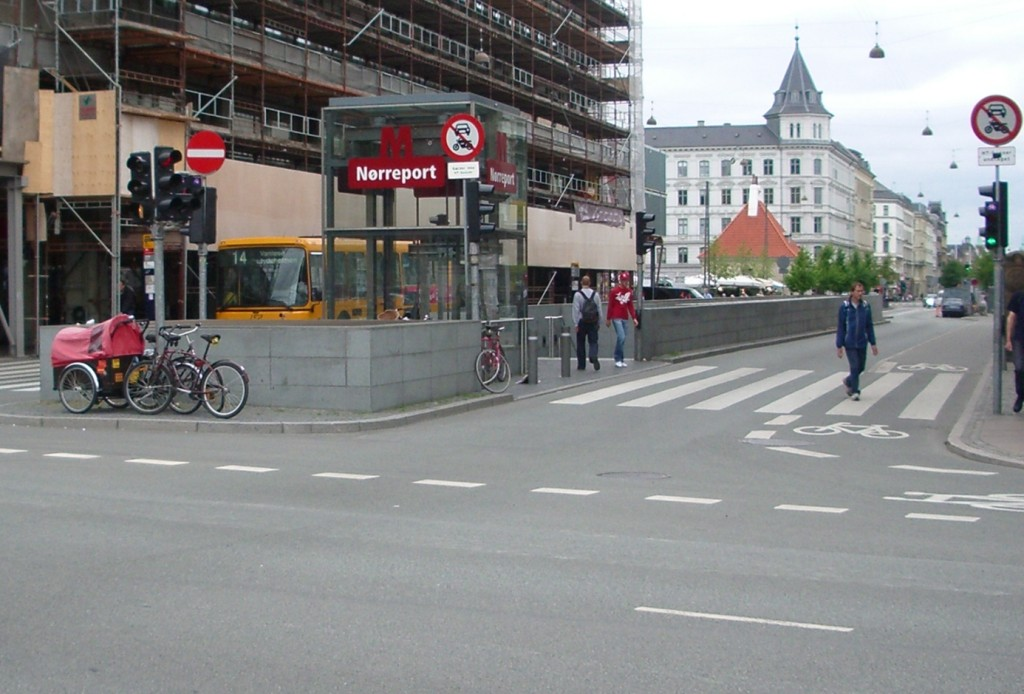
Trappen en lift naar het Metrostation
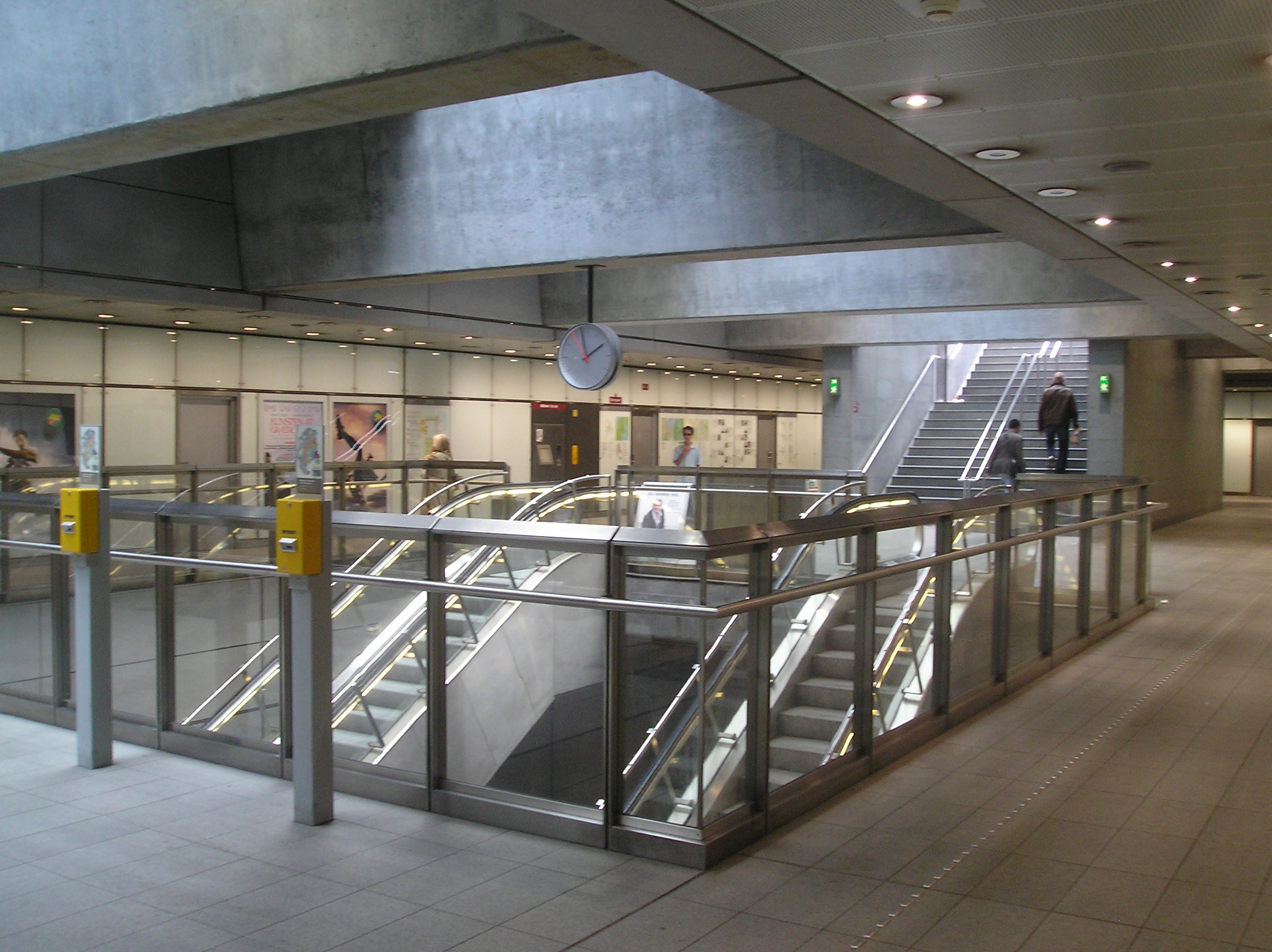
De tussen etage van het Metrostation
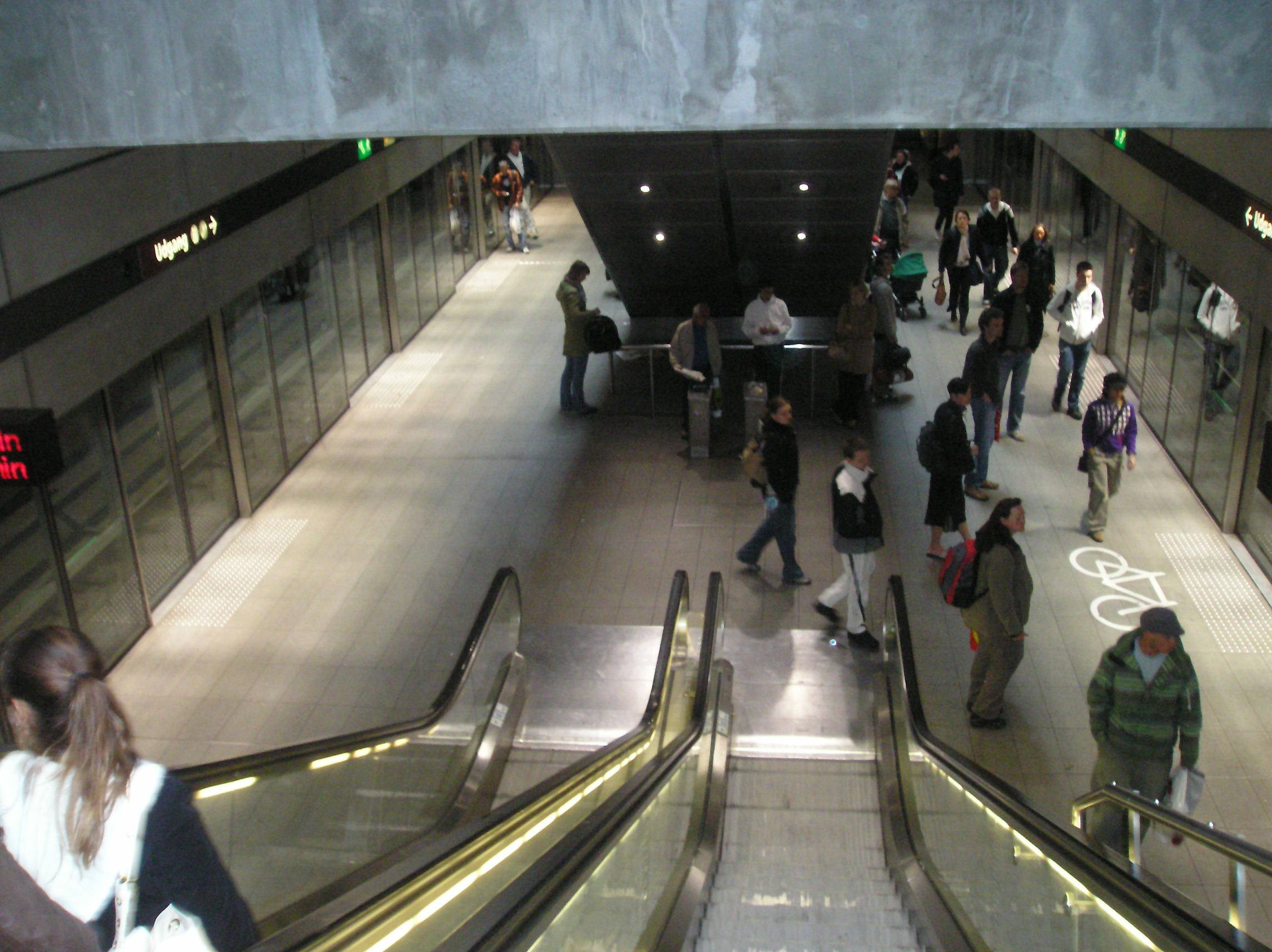
Metrostation

Vanløse  · Flintholm  · Lindevang · Fasanvej · Frederiksberg · Forum · Nørreport   · Kongens Nytorv · Christianshavn · Islands Brygge · DR Byen · Sundby · Bella Center · Ørestad  · Vestamager
Vanløse  · Flintholm  · Lindevang · Fasanvej · Frederiksberg · Forum · Nørreport   · Kongens Nytorv · Christianshavn · Amagerbro · Lergravsparken · Øresund · Amager Strand · Femøren · Kastrup · Københavns Lufthavn 